# Фонтан порта Карачи
Фонтан порта Карачи — фонтан, который испускает одну из самых высоких струй воды в мире.
Фонтан высотой 189 метров расположен возле клифтонского побережья, к северу от Устричных скал Клифтона, у порта города Карачи. Фонтан расположен на платформе площадью 135 кв.м. (15 м в длину и 9 — ширину), на 16 сваях длиной по 18 метров каждая. Два насоса мощностью по 623 кВт выбрасывают около 2 000 литров морской воды в секунду при скорости 70 метров в секунду через специально разработанные сопла диаметром 200 мм. Фонтан расположен в 1,4 км от берега, чтобы избежать распыления воды на пляж. Восемнадцать прожекторов по 400 Вт освещают фонтан в ночное время.
Фонтан был открыт 15 января 2006 года президентом Пакистана генералом Первезом Мушаррафом. На его сооружение было затрачено 5,3 миллиона долларов США.